# استان سیدی بوزید
استان سیدی بوزید (به عربی: ولایة سیدی بوزید) یک استان‌های تونس در تونس است که در تونس واقع شده‌است.

## خصوصیات
استان سیدی بوزید ۶٬۹۹۴ کیلومترمربع مساحت و ۴۰۳٬۵۰۰ نفر جمعیت دارد.